# Langley Mill
Langley Mill – miasto w Anglii, w hrabstwie Derbyshire, w dystrykcie Amber Valley. Leży 15 km na północny wschód od miasta Derby i 187 km na północny zachód od Londynu.